# Músculo occipitofrontal
El músculo occipitofrontal pertenece a los músculos cutáneos del cráneo. Es un músculo ancho, grueso de forma cuadrilátera y de tipo digástrico; esto quiere decir que presenta dos vientres musculares el occipital y el frontal, unidos por una aponeurosis intermedia, la aponeurosis epicraneal.
La acción de este músculo es presentar tensión sobre la aponeurosis epicraneal cuando se contraen al mismo tiempo, pero se puede solo contraer un solo vientre muscular, si se contrae el frontal eleva las cejas y forma arrugas en la frente dando la expresión de sorpresa, admiración, atención y espanto o susto. Por el contrario si se contrae el occipital la piel y la aponeurosis se desplazan hacia atrás.

## Inserciones

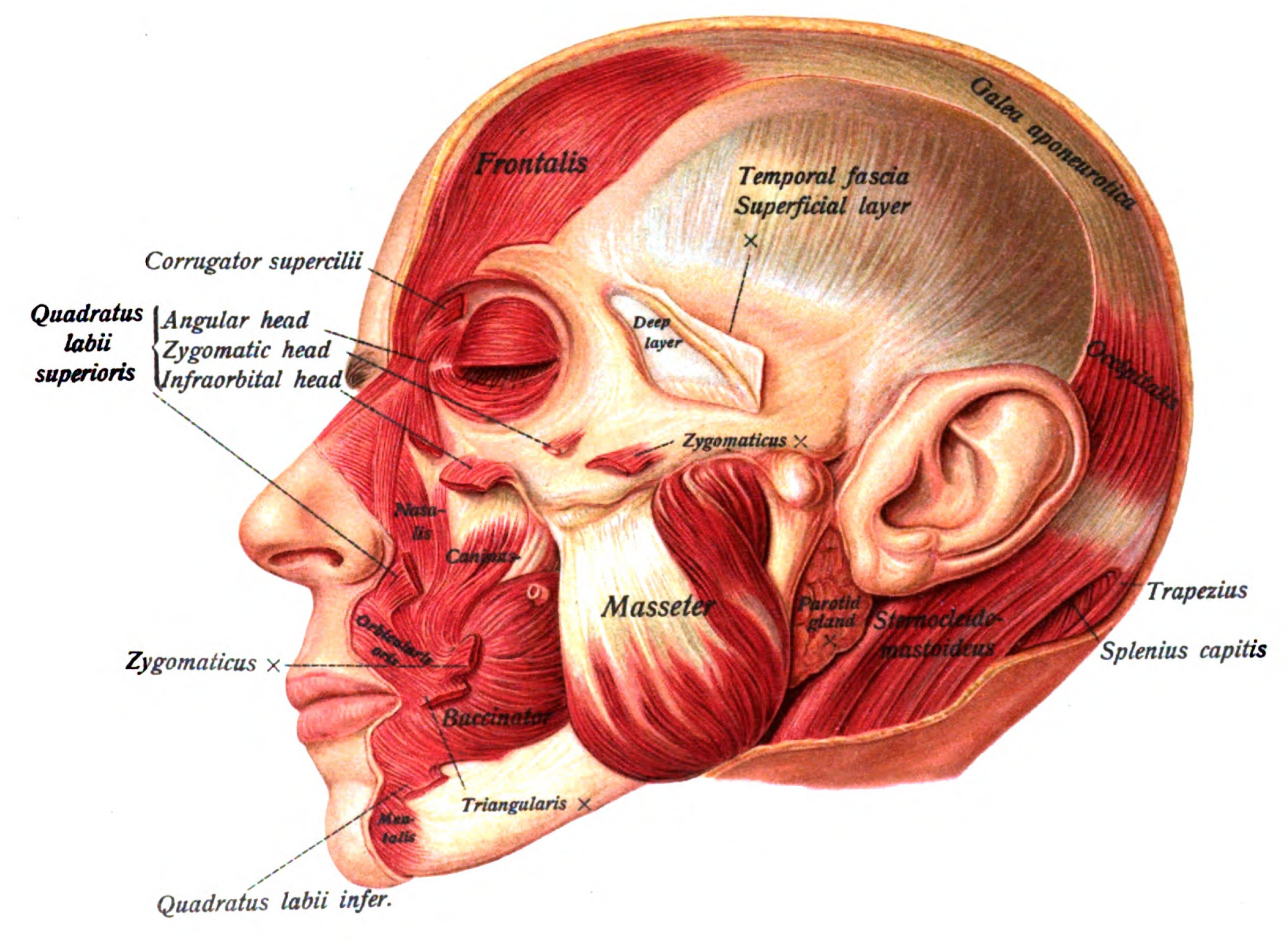
Una ilustración anatómica de la edición americana de 1909 de Sobotta's Atlas and Text-book of Human Anatomy con terminología inglesa.

El vientre occipital se inserta en el labio superior de los dos tercios internos y externos de la línea curva occipital superior y su línea se extiende hasta la mastoides; después las fibras musculares se dirigen hacia arriba y adelante para insertarse en el borde posterior de la aponeurosis epicraneal. El vientre frontal se inserta por abajo en la porción interciliar del hueso frontal y en la cara profunda de la piel del borde superior de la órbita, (en las cejas), en esta parte sus fibras se entrecruzan con las del músculo orbicular de los párpados y con las del superciliar; después sus fibras musculares se dirigen hacia arriba y atrás para terminar por insertarse con la parte anterior de la aponeurosis epicraneal.

## Relaciones
La cara superficial está en relación con la piel de la cabeza. Su cara profunda se desliza sobre los huesos del cráneo de esta zona.

## Inervación
El vientre occipital está inervado por una rama del nervio temporofacial, el auricular superior; mientras el vientre frontal terminan ramos frontales derivados del mismo nervio temporofacial.